# 悲しいほどお天気
『悲しいほどお天気』（かなしいほどおてんき）は、松任谷由実 （ユーミン） の8枚目のオリジナルアルバム。1979年12月1日に東芝EMIからリリースされた（LP：ETP-80118、CT：ZT25-489・ZT28-542）。1981年5月5日再発（LP：ETP-90084、CT：ZT28-784）。
1979年9月18日 - 1980年3月26日に「MAGICAL PUMPKIN〜魔法の南瓜物語〜」コンサートツアーが行われた。1985年6月1日に初CD化（CA32-1134）。1999年2月24]にLPのブックレットを復刻し、バーニー・グランドマンによるデジタルリマスタリングで音質を大幅に向上したリマスタリングCD（TOCT-10641）とLP（TOJT-10641）をリリース。

## 解説
- アルバムのサブタイトル（英語名）は、The Gallery in My Heart。収録されている曲全てに英語のタイトルが付けられている。

## 収録曲
| 全作詞・作曲: 松任谷由実、全編曲: 松任谷正隆。 |                                                         |            |            |      |
| #                                              | タイトル                                                | 作詞       | 作曲・編曲 | 時間 |
| 1.                                             | 「ジャコビニ彗星の日 -The Story of Giacobini's Comet-」 | 松任谷由実 | 松任谷由実 | 4:02 |
| 2.                                             | 「影になって -We're All Free-」                         | 松任谷由実 | 松任谷由実 | 5:33 |
| 3.                                             | 「緑の町に舞い降りて -Ode of Morioka-」                 | 松任谷由実 | 松任谷由実 | 4:41 |
| 4.                                             | 「DESTINY」                                             | 松任谷由実 | 松任谷由実 | 4:40 |
| 5.                                             | 「丘の上の光 -Silhouettes-」                            | 松任谷由実 | 松任谷由実 | 6:05 |
| 6.                                             | 「悲しいほどお天気 -The Gallery in My Heart-」          | 松任谷由実 | 松任谷由実 | 4:53 |
| 7.                                             | 「気ままな朝帰り -As I'm Alone-」                       | 松任谷由実 | 松任谷由実 | 3:20 |
| 8.                                             | 「水平線にグレナディン -Horizon & Grenadine-」          | 松任谷由実 | 松任谷由実 | 4:36 |
| 9.                                             | 「78」                                                  | 松任谷由実 | 松任谷由実 | 5:00 |
| 10.                                            | 「さまよいの果て波は寄せる -The Ocean and I-」          | 松任谷由実 | 松任谷由実 | 6:25 |

### 楽曲解説
- ジャコビニ彗星の日
1972年のジャコビニ流星群をテーマにした作品。歌詞中の具体的な日付（10月9日）は、ユーミンがその流星群を浜辺に見に行った日、とのことである。ちなみにジャコビニ彗星とジャコビニ流星群は厳密には別物である。
- 影になって
曲中の『ドーナツ屋』は、中島みゆきのアルバム『親愛なる者へ』に収録されている「狼になりたい」の歌詞中に登場する吉野家に対抗したとのことである。
- 緑の町に舞い降りて
英題のとおり盛岡での小旅行を歌った紀行曲。コンサートの盛岡公演では、必ず歌われる。地元のテレビ朝日系列局・岩手朝日テレビが1996年に開局した際、当時のローカルニュース番組『きらめきワイド』（開局～1997年3月まで放送）のオープニングでこの曲を使用していた。
盛岡では学校の音楽の授業時間に習う。
2009年3月からいわて花巻空港のイメージソングとして館内で流れている[1]。
ハイ・ファイ・セットがカバー（アルバム『QUARTER REST』収録）。
- DESTINY
発表された当時からライブツアーの定番曲。1980年代後半にフジテレビ系テレビドラマ『季節はずれの海岸物語』に挿入歌として使われて以来、多くの人に知られるようになった。1998年のベストアルバム投票キャンペーンでの、人気投票の第1位となった。またキャンペーンの抽選で『DESTINY』賞として曲の中で歌われている「安いサンダル」がプレゼントされた。1991年にTBS『ルージュの伝言』でドラマ化された（第19話、主演・松本伊代）。1984年富士フイルム「ビデオテープスーパーHG」CMソング。
ハイ・ファイ・セットがカバー（アルバム『QUARTER REST』収録）。
- 丘の上の光
ベストアルバム『SEASONS COLOURS -春夏撰曲集-』に収録された際、ユーミン本人が「こんな曲も入れたんだ」と驚いた楽曲。
- 悲しいほどお天気
玉川上水沿いの道が舞台。ユーミンの美大時代の思い出をオーバーラップした、全編「私小説」風がテーマのこのアルバムのタイトルチューン。1992年フジテレビ系ドラマ『悲しいほどお天気』主題歌。ちなみに、晴天を「悲しい」と形容した元祖は、梶井基次郎の『城のある町にて』での「今、空は悲しいまで晴れてゐた」である。
- 78
タイトルの意味はタロットカードの枚数である。曲中に四大精霊（シルフィ、グノメ、サラマンデル、オンディーヌ）が登場する。本人によると「待って別のものに収録してもよかったが、荒井由実の頃からずっとある、神秘的なものに惹かれる要素も私小説として入れたかった」という。バックコーラスは上田正樹。
- さまよいの果て波は寄せる

## 参加ミュージシャン
- キーボード：松任谷正隆
- ドラム＆ティンパニ：林立夫
- パーカッション：斎藤ノブ、小野寺武
- ベース：高水健司、宮下圭介 (#7)
- エレクトリック・ギター：松原正樹、今剛 (#1,#6,#9)、鈴木茂 (#3,#4,#5,#6,#7,#8,#9)
- スティール・ギター：尾崎孝
- アコースティックギター：吉川忠英、松原正樹 (#6)
- 8弦ウクレレ：吉川忠英
- トランペット：数原晋、岸義和
- トロンボーン：平内保夫、岡田澄雄
- フルート：衛藤幸雄、石橋正治
- ピッコロ：衛藤幸雄
- サキソフォン：Jake H. Conception、斉藤清、砂原俊三
- ビブラホーン：大井貴司
- ストリングス：トマト・ストリングス・アンサンブル
- コーラス：タイム・ファイブ、上田正樹、Leona、Clara、Lilika、松任谷由実 (#3)、松任谷正隆 (#3)
- ホイッスル：吉川忠英、常富喜雄
- シンセサイザー・プログラミング：松武秀樹